# Irina Stankina
Irina Stankina, en russe : Ирина Васильевна Станкина (née le 25 mars 1977 à Saransk) est une athlète russe spécialiste de la marche athlétique.

## Biographie
Elle se révèle durant la saison 1994 en remportant le 5 000 m marche des Championnats du monde juniors de Lisbonne et en améliorant le record du monde junior. En 1995, lors des Championnats du monde de Göteborg, Stankina devient, à 18 ans et 135 jours, la plus jeune championne du monde féminine d'athlétisme, remportant l'épreuve du 10 km en 42 min 13 s. Elle s'illustre deux ans plus tard en s'imposant lors de l'édition 1997 de la Coupe du monde de marche.

## Palmarès
| Année | Compétition                   | Lieu      | Résultat | Épreuve |
| ----- | ----------------------------- | --------- | -------- | ------- |
| 1994  | Championnats du monde juniors | Lisbonne  | 1re      | 5 000 m |
| 1995  | Championnats du monde         | Göteborg  | 1re      | 10 km   |
| 1997  | Coupe du monde de marche      | Poděbrady | 1re      | 10 km   |

## Records
- 5 km : 20 min 31 s 4 (1996)
- 10 km : 41 min 17 s (1997)
- 20 km : 1 h 25 min 29 s (2000)